# Schizoporella proditor
Schizoporella proditor är en mossdjursart som beskrevs av Canu och Bassler 1929. Schizoporella proditor ingår i släktet Schizoporella och familjen Schizoporellidae. Inga underarter finns listade i Catalogue of Life.